# Elodes maculicollis
Elodes maculicollis är en skalbaggsart som beskrevs av Horn 1880. Elodes maculicollis ingår i släktet Elodes och familjen mjukbaggar. Inga underarter finns listade i Catalogue of Life.